# Cabernet franc
El cabernet franc és una varietat de cep negra. El raïm és mitjà, de forma allargada. El gra és esfèric, petit i de pellofa fina. La polpa és moderadament astringent.
És una varietat de maduració primerenca i que creix en climes més freds que altres varietats constituint una alternativa de cultiu de millor qualitat en condicions climàtiques més rigoroses.
El cabernet franc és originari de la regió de Bordeus, igual que el cabernet sauvignon i el merlot, formant la família anomenada cabernets. El vi de cabernet franc té menys cos, menys color i és menys àcid, però més aromàtic. S'utilitza sovint en cupatges amb el cabernet sauvignon per suavitzar l'agressivitat i el color intens, i accelerar-ne l'envelliment.
La majoria de vinyes de cabernet franc es troben a França, a les regions de Bordeus i de la vall del Loira. A Catalunya, encara que el seu cultiu és minoritari, s'ha adaptat bé i és una de les varietats autoritzades a les DO Catalunya, DO Conca de Barberà, DO Penedès i DO Terra Alta.